# 张谦 (外交官)

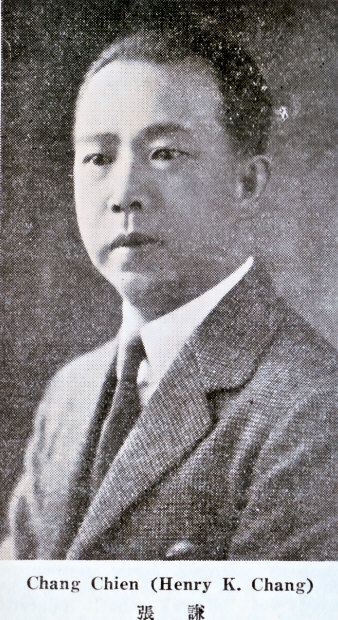

张谦（1888年—1977年2月20日），字公撝，广东新会人，張蔭棠之子，娶唐紹儀二女兒唐寶璋，中华民国外交官。

## 生平
张谦早年留学美国，获宾夕法尼亚大学法学学士学位，英文名Henry K. Chang。归国后，参加清朝学部考试，获授举人。此后，张谦曾任驻美留学生监督处秘书长，中国赴美教育调查团秘书长。1929年8月，张谦任驻旧金山总领事，1931年3月任驻纽约总领事，1933年5月任驻智利公使，1942年10月任外交部美洲司司长。1943年9月到1946年11月任驻葡萄牙公使，任内于1944年最早明确提出中国应当收回澳门，后又于1945年8月20日要求葡萄牙政府放弃在华领事裁判权。此后转任驻荷兰大使。
1950年张谦退休，后迁居美国。妻子唐宝璋(Isabel Tong Chang)1957年去世，张谦1977年2月20日于纽约州新罗谢尔逝世。张谦和唐绍仪次女唐宝璋在美国和天津先后生有子女八人，子一人，皆移民美国。女儿七人有张美生（张美丽）、张美如、张美和、张美珍、张美玉等。其中张美生嫁袁世凯之子袁克安（Henry Yuan)，生两子袁家骅（袁律，Frank Yuan）和袁家徽（袁徽 Arthur Yuan），在美国生活。张美如，民国选美荣膺天津小姐头衔，她和舅媽裕容龄共同为慈善义演，裕容龄曾为慈禧御前女官，其夫唐宝潮为唐绍仪之侄，张谦妻唐宝璋的堂兄弟。张美如嫁天津首富李赞臣之子李亚福，即总统曹锟女婿李伯福之弟，生活在美国。张美珍和李赞臣之幼子李叔福相恋，欲纳为平妻，但被李叔福原配极力反对，后纳为继妻。李叔福解放初留天津照看张谦和唐宝璋在花园路别墅。张谦妹妹嫁留美高材生盧炳玉，盧炳玉和张氏一子盧文杰娶容顯麟之女容飞，容顯麟叔叔便是中国留学生之父容闳，容顯麟曾娶民国名媛唐瑛。卢炳玉和张氏一女盧淑華则嫁著名建筑师貝聿銘。

## 张公撝旧居
张公撝旧居，今和平区花园路2号，张谦（公撝）全家移民美国后，由女婿李叔福（天津李善人李赞臣幼子）管理至解放初。张谦和唐宝璋有子一人，女七人，除花园路别墅外。民国时张谦和唐宝璋子女还有房产在天津英租界伦敦路222号，今天津五大道之成都道，袁世凯之子袁克安娶张谦和唐宝璋之女张美珍曾住在此处，伦敦路（今成都道）上亦有袁克文和其子袁家骝别墅。

## 荣誉

### 外国勋章奖章
- 基督大十字勋章（葡萄牙，1947年1月27日公布[3]）